# Teatro Nacional de São Carlos
Teatro Nacional de São Carlos (možný překlad: Národní divadlo svatého Karla) je operní dům v portugalském hlavním městě Lisabonu, ve čtvrti Chiado. Jde o jediné operní divadlo v Portugalsku. Bylo otevřeno 30. června 1793 královnou Marií I. Bylo postaveno jako náhrada za Operu Tejo, která byla zničena při zemětřesení v roce 1755, a to za pouhých šest měsíců, podle návrhu portugalského architekta José da Costa e Silvy. Ten budovu vybavil klasicistními a rokokovými prvky. Projekt byl jasně inspirován velkými italskými divadly jako Teatro San Carlo v Neapoli (co do interiéru) a La Scala v Miláně (hlavně fasáda). Latinský pamětní nápis věnuje divadlo princezně Šarlota Španělské, odtud i jeho název. První operou zde uvedenou v roce 1793 byla La Ballerina Amante od Domenica Cimarosy. Nejslavnější portugalský skladatel té doby Marcos António Portugal se stal hudebním ředitelem v roce 1800 po návratu z Itálie a uvedl zde mnoho svých oper. V roce 1850 koupil portugalský stát divadlo od soukromých investorů. Po několika neúspěšných pokusech bylo v roce 1887 instalováno elektrické osvětlení. Roku 1943 byl založen sbor divadla. V roce 1993 byl založen Orquestra Sinfónica Portuguesa, jako přidružený orchestr divadla. Jeho prvním dirigentem se stal Álvaro Cassuto. Budova divadla byla roku 1996 prohlášena národní kulturní památkou. Hlediště pojme 1148 diváků.